# Болото Висяче
Боло́то Вися́че — гідрологічна пам'ятка природи загальнодержавного значення в Україні. Об'єкт природно-заповідного фонду Івано-Франківської області. 
Розташована у Верховинському районі Івано-Франківської області, на південний схід від села Буркут. 
Площа 0,5 га. Статус присвоєно згідно з Розпорядженням РМ УРСР від 14.10.1975 року № 780-р. Перебуває у відання Верховинського національного природного парку (Буркутське л-во, кв. 37, вид. 25). 
Статус надано для збереження найбільшого з відомих у Східних Карпатах так званих висячих (або схилових) боліт. Розташоване на схилі одного з північно-східних відногів гірського масиву Чивчини. 
У флористичному складі нараховується 17 видів осок, у тому числі рідкісні — осока прямоколоса та осока Буксбаума. 
«Болото Висяче» розташоване на території Верховинського національного природного парку від часу його створення, у заповідній зоні. Разом з іншими територіями площа НПП «Верховинський» становить 12022,9 га. Входять до природно-заповідного фонду України. 